# 戦慄!呪われた夜
『戦慄！呪われた夜』（せんりつ のろわれたよる、原題:The Beast Within）は、1982年に公開されたアメリカ合衆国のホラー映画。
アメリカの作家エドワード・レヴィが書いたホラー小説「The Beast Within」を原作に、後に『フライトナイト』や『チャイルド・プレイ』を監督することになるトム・ホランドが脚本を書き、フィリップ・モーラ監督、ロニー・コックスやビビ・ベッシュらの出演で映画化された。
日本では劇場未公開のまま、1989年にTBSの深夜枠でテレビ放送されている。

## あらすじ
新婚のイーライ・マクリアリーとキャロライン夫婦は、ミシシッピ州の田舎道を車で走っている最中、ぬかるみにタイヤを取られ森の中で往生する。夫のイーライがレッカー車を頼むためにガソリンスタンドに向かっている間、近くの小屋から逃げ出した奇怪な怪物がキャロラインを襲った。イーライが戻ってくると、すでにキャロラインはレイプされた後らしく、裸で気絶していた。
それから17年後、マクリアリー夫妻の息子マイケルは原因不明の奇病で病院にいた。主治医のシューンメイカーの話では、先天的な脳下垂体の異常だという。イーライはマイケルのことを実の息子だと主張するが、キャロラインが犯された時に妊娠した子であることは明らかだった。キャロラインは17年前の事件に向き合い、実の父親の病気を探って息子を助けようと夫を説得する。ミシシッピへ向かい、過去の暴行事件を調べる夫婦に対し、カーウィン判事や新聞社のエドウィンは冷たく接した。キャロラインは古い新聞から、ライオネル・カーウィンという男の未解決殺人の情報を掴む。
病院を抜け出したマイケルは、エドウィンの家に行くと衝動的に彼を殺して、喉元の肉を食べた。その後マイケルは、民家の女性アマンダ・ブラットの近所で倒れ、再び病院に搬送される。容体が回復したマイケルはアマンダの家を訪れ、命を助けてくれた礼を言い、2人は沼地の傍を歩きながら好意を寄せあってキスをする。2人が抱き合っている時、アマンダの飼い犬が泥の中から人間の手を掘り出したことで騒ぎが起きた。アマンダの父ホーレス・ブラットは、娘を怒鳴りつけて強引に連れ帰った。プール保安官と多くの警察官が沼の近辺を堀り返すと、36体もの人骨が出て来て、墓地に埋葬されたはずの女性の遺骨も見つかった。保安官やイーライたちは、生前のライオネルの助手だった葬儀屋デクスター・ウォードに事情を聴きに行く。保安官たちが去った後、デクスターはマイケルによって殺された。
飲んだくれの男トム・ローズはマイケルから、自分はビリー・コナーズだと話しかけられ、カーウィンの一族に仕返しするため帰ってきたと聞いて驚く。ローズはコナーズの幼馴染だった。翌日ローズは、マイケルがコナーズに憑りつかれていることをイーライに知らせるが、信用されずに追い返された。マイケルの中にいるコナーズは、復讐の邪魔になるローズを殺した後、元の人格に戻ったマイケルがアマンダに町から逃げるよう説得する。アマンダもカーウィンの一族であり、このままではコナーズの人格に支配された自分が殺してしまうからだ。次第に自制が効かなくなったマイケルは、自殺しようと2階から飛び降りて病院に運ばれた後、イーライたちにライオネル家の地下室を調べるよう伝えた。保安官やイーライたちが廃墟になったライオネルの家の地下へ降りて行くと、コナーズの遺骨らしき物があった。町を出ようとしたアマンダは単身、車を走らせるが、途中で事故を起こして車から投げ出された。
病院内でマイケルの変身が始まり、醜い怪物になった彼は完全にビリー・コナーズの人格と化す。マイケルの皮膚から脱皮してセミの怪物となったコナーズは、ホーレスを血祭りにあげてカーウィン判事の後を追う。追い詰められたカーウィンは、保安官らの前で恐るべき過去を話し出す。彼の弟ライオネルは妻のサラがコナーズと浮気している現場を見て逆上し、サラを殺害してからコナーズを地下室に監禁した。ライオネルは何日も監禁を続けたコナーズを飢えさせてから、サラの死体や棺から掘り返した遺体を食料として与えた。怪物に変貌したコナーズがライオネルを喰い殺したことで助手のデクスターが事態に気付き、地下室から逃亡したコナーズを撃ったが、キャロラインを犯して転生の準備を終えていたコナーズは地下室に戻って息絶えたのだ。警察署に逃げ込んだカーウィンは、セミの怪物コナーズに首を千切られて死亡する。
警察署から逃走したコナーズは、森の近くで気絶しているアマンダの衣服と下着を剥ぎ取ると、子供を作るために彼女と交尾を始めた。行為中に目を覚ましたアマンダは、自分の身体に乗っている奇怪な生き物に叫び声をあげるものの、コナーズは彼女の中に射精をした。怪物を追って夜の森を進む保安官とシューンメイカーは、全裸のまま失神しているアマンダを発見して保護する。その頃、アマンダの膣内に精液を全て放出し終えたコナーズは、交尾を済ませた昆虫のごとく急速に弱って死にかけていた。傍に寄ってきたイーライに掴みかかるコナーズだったが、キャロラインは怪物の頭部を銃で撃ち抜き、当面の事件は幕を下ろす。

## 登場人物
イーライ・マクリアリー
演 - ロニー・コックス
1964年の新婚時代、森の中に置き去りにした妻キャロラインが何者かに犯された。その後に産まれた息子マイケルを実の子供と思い込もうとしていたが、そのマイケルが謎の病気で倒れたことから、真相を解き明かすべく事件の始まりの町に向かう。
キャロライン・マクリアリー
演 - ビビ・ベッシュ
17年前に人型の怪物に犯されたことで妊娠し、出産した息子は身体の異常で病院に運ばれる。夫を説得して、かつての事件の現場に戻り、マイケルの実の父親にまつわる謎に迫る。
マイケル・マクリアリー
演 - ポール・クレメンス
マクリアリー夫妻の息子。実際はビリー・コナーズとキャロラインのセックスで生まれた子で、17歳を迎えた時に、本当の父に身体を乗っ取られる。ビリーの意識で行動していた時の記憶もある程度持っているようで、人に危害を加える自分を恐れていた。
シューンメイカー
演 - R・G・アームストロング
マイケルの病気を診察する医師。沼地から掘り返された多くの人骨の中に、自分が骨折治療をした女性の骨を見つけ、さらにその骨に齧られた痕跡があることに気付く。
ビル・プール
演 - L・Q・ジョーンズ
ミシシッピ州の田舎町ジャクソンで保安官をしている。1965年に前の保安官が引退してから職務を引き継いでいるが、17年前の事件当時は助手を務めていたため、知識がある。本作で数少ない善人のひとり。
カーウィン判事
演 - ドン・ゴードン
死んだライオネル・カーウィンの兄。ライオネルが妻のサラを殺し、その浮気相手コナーズを監禁していたこと、コナーズが監禁生活の果てに怪物になったことを17年間隠してきた。セミの怪人になったコナーズに追われて、事件の真相を喋ることになる。
エドウィン・カーウィン
演 - ローガン・ラムジー
ジャクソンの町で小さな新聞社を営んでいる男。マクリアリー夫妻が17年前の暴行事件を調べに来たことで焦り、関係者のデクスターとホーレスに、余計なことを喋らないよう口止めした模様。
ホーレス・ブラット
演 - ジョン・デニス・ジョンストン
アマンダの父。アル中の粗暴な男で娘を殴るなど虐待をしている。浮気していた妻を、浮気相手もろとも殺した過去があるが、カーウィン判事の従弟であるため無罪放免になっている。
デクスター・ウォード
演 - ルーク・アスキュー
葬儀屋ビリー・コナーズの助手を務めていた男性。17年前の事件の全容を知っている。コナーズの食料にしていた死体の骨が発見され、保安官に事情聴取されたことで、カーウィン判事に口止め料を催促した。
トム・ローズ
演 – ロン・ソブル
ビリー・コナーズの幼馴染。コナーズの意志に支配されたマイケルから声をかけられた時、最初は相手にしなかった。セミのように17年経って帰ってきたと言うコナーズ（マイケル）に殺される。
アマンダ・ブラット
演 - キャサリン・モファット
体調不良のマイケルを助けたことで恋人になる。コナーズに身体を支配されつつあるマイケルから、町を離れるよう命じられるが、最後はマイケルから脱皮して怪物化したコナーズの交尾相手となる。

## キャスト
| 役名                       | 俳優                         | 日本語吹替                                    |
| -------------------------- | ---------------------------- | --------------------------------------------- |
| イーライ・マクリアリー     | ロニー・コックス             | 納谷六朗                                      |
| キャロライン・マクリアリー | ビビ・ベッシュ               | 沢田敏子                                      |
| マイケル・マクリアリー     | ポール・クレメンス           | 飛田展男                                      |
| シューンメイカー医師       | R・G・アームストロング       | 加藤正之                                      |
| プール保安官               | L・Q・ジョーンズ             | 吉水慶                                        |
| カーウィン判事             | ドン・ゴードン               | 仁内建之                                      |
| エドウィン・カーウィン     | ローガン・ラムジー           | 峰恵研                                        |
| ホーレス・ブラット         | ジョン・デニス・ジョンストン | 大友龍三郎                                    |
| デクスター・ウォード       | ルーク・アスキュー           | 沢木郁也                                      |
| アマンダ・ブラット         | キャサリン・モファット       | 岡本麻弥                                      |
| 書記                       | ナタリー・ノーラン・ハワード | さとうあい                                    |
| 日本語版制作スタッフ       |                              |                                               |
| 演出                       | 演出                         | 河村常平                                      |
| 翻訳                       | 翻訳                         | 高橋京子                                      |
| 制作                       | 制作                         | 東北新社                                      |
| 初回放送                   | 初回放送                     | 1989年4月20日 『木曜シネマパラダイス』（TBS） |

※日本語吹替版はハピネットから発売されたBlu-rayに収録された。

## スタッフ
- 監督 - フィリップ・モーラ（英語版）[4]
- 脚本 - トム・ホランド[4]
- 原作 - エドワード・レヴィ[4] 「The Beast Within（英語版）」
- 製作 - ハーヴェイ・バーンハード（英語版）[4]、ガブリエル・カツカ（英語版）[4]
- 製作総指揮 - ジャック・Ｂ・バーンスタイン[4]
- 音楽 - レス・バクスター[4]
- 美術デザイナー - デヴィッド・M・ハーバー[5]
- 衣装監督 - フランシズ・ハリソン・ヘイズ[5]
- 撮影 - ジャック・Ｌ・リチャーズ[4]
- 編集 - ロバート・ブラウン、バート・ロヴィット[4]
- 特殊効果 – トム・バーマン（英語版）[4]
- ロケーション・マネージャー – チャールズ・アレン[5]
- スタント - ソリン・セリーン・ブリコビー[5]
- 助監督 - ロン・フューリー[5]

## 製作
1980年11月、イギリスの映画雑誌『スクリーン・インターナショナル』は、ユナイテッド・アーティスツが長編映画「The Beast Within」（原題）を製作すると報じた。発端は本作のプロデューサーガブリエル・カツカが、小説家エドワード・レヴィが手がける「The Beast Within」の企画書を目に留めたことだった。カツカの会社モニー・プロダクションは、レヴィの小説の映画化権を手に入れ、当時はまだ駆け出しの脚本家だったトム・ホランドが、未発表の小説を脚色することになった。しかしカツカは本の企画書を取得しただけで本格的な肉付けはこれからだったため、ホランドはほぼオリジナルに近いストーリーを執筆した。レヴィの小説「The Beast Within」が出版されたのは、映画の主要撮影終了後の1981年春であった。
どんなシチュエーションでも良いから変身シーンを作中に盛り込むよう頼まれたトム・ホランドは、17年ごとに地上に出て繁殖行動をする周期ゼミのライフサイクルに注目した。17年周期のセミの幼虫は卵から孵化した後、土中で17年間休眠状態に入り、目覚めて成虫になると地上で生きられる短時間の間に交尾、受精、産卵を繰り返す。そのためホランドによる本作の脚本は、17年間隔で本能のまま交尾をする周期ゼミをメタファーとし、少年が思春期後の段階へ移行する通過儀礼を表現している。マイケルを通して性ホルモンに駆り立てられた性的欲望と、捕食者としての変貌を描いているのだ。
1981年1月、ユナイテッド・アーティスツはハーヴェイ・バーンハードとカツカがプロデューサーを務め、ジャック・Ｂ・バーンスタインが製作総指揮を担当する『戦慄！呪われた夜』を、フィリップ・モーラが監督すると発表した。『オーメン』三部作をプロデュースしたバーンハード製作の『オーメン/最後の闘争』は、興行的にまずまずの成功を収めたものの、米国のメディアや評論家たちから酷評されていた。バーンハードは『最後の闘争』をもっと血生臭い映画に出来たはずだと認めたが、監督と制作スタッフはハイレベルな作風を目指し、それが結果的に失敗に繋がった。スリラー映画のジャンルから撤退を考えていたバーンハードは時代の変化を受け入れ、『戦慄！呪われた夜』を、官能的で特殊効果満載のゴア映画として届けようと思った。
ハリウッドの有名な映画エージェントのボビー・リットマンがフィリップ・モーラに声をかけ、「いいか、映画をオファーするためにこれから脚本を見せるが、別に読む必要はない。ギャラは10万ドルだ」と言って『戦慄！呪われた夜』のシナリオを見せた。最初の数ページで若い女性が巨大な虫の化け物に犯されるシーンがあり、有り得ないと思ったモーラはスタジオの責任者との会議に出席した。リットマンからは「脚本については何も話さないで、ただイエスと返事すればいいんだ」と事前に忠告されていたが、スタジオの責任者は「君はこの脚本について、本当はどう思っているんだ？」と質問してきた。モーラは1976年に監督したオーストラリア映画『マッド・ドッグ』で、刑務所で肛門を犯される男性のレイプシーンを描き、不興を買ってオーストラリアの映画界で仕事を失っていた。ハリウッド業界では女性のレイプはOKらしいと気づいたモーラは、会議の席では曖昧な返事でやり過ごし、初めてハリウッドでの監督業を得た。キャストはロニー・コックス、ビビ・ベッシュ、ポール・クレメンスなどが発表され、1981年2月9日から撮影開始が予定された。
ホランドがマイケルとセミの関係性を強調した脚本を書いても、当時の技術力では作品に充分に反映されず、またシナリオの部分的なカットによって、ホランドの意図が伝わらない映画になった。バーンハードはシナリオ完成後のホランドを用済みと見做したのか、監督のモーラと会わせようとせず、モーラはホランドから誤解を受けて永らく不仲だったという

## 撮影
ホランドの脚本ではジョージア州アトランタ周辺が舞台になっていたが、ミシシッピ州のレイモンド、ボルトンやジョージアの田舎町で撮影された。最初の一週間は屋外と夜間に撮影が行なわれ、映画冒頭でキャロラインが森の中で犯される場面は、ミシシッピ州立精神病院付近の屋外でロケをした。怪物とのセックスシーンの撮影に備えて長時間裸でいることを求められたビビ・ベッシュは、寒さのあまり病院に救急搬送された。
モーラはスタジオ側から、現在は使われていないミシシッピの精神病院で撮影をすると聞かされていたが、現地に行ってみると使われていないどころか現役の、アメリカ最大の精神病院で、異常な入院患者たちが多く収容されていた。スタジオは撮影の邪魔にならないよう、患者たちを施設内に閉じ込めるつもりだとモーラに話した。特殊メイクを施したポール・クレメンスが怪物に変態して行く場面は、病院内の使われていない病室を使って撮影した。ダミーヘッドを使った撮影をしていると、いつの間にかガウンを着た5人の女性が現場を見ながらすすり泣いていた。入院中の彼女らは、自分たちの頭もこれから手術されると思って泣いていたのだ。女性たちは撮影現場に駆けつけてきた男性看護師に連れられて去って行った。
脚本に書かれた怪物は、人間サイズの肉食セミだった。セミの怪物と化したコナーズ（マイケル）が自分の子孫を残すべく全裸のアマンダと交尾して子作りをするが、トム・バーマンはセックス場面の撮影を想定して、マイケルの男性器から変異した巨大な陰茎をクリーチャーの股間に付けていた。しかしスタジオ側が過激すぎると判断したため、映画では映っていない（メイキング写真では、クリーチャーの長く勃起した男根が確認できる）。
マイケルが変身したクリーチャーは、ポール・クレメンス本人が志願してスーツを着て演じた。マスクの鼻に開けられた小さな覗き穴からは外が良く見えなかったため、クリーチャーとアマンダの交尾シーンは、モーラと助監督がクレメンスをサポートした。裸のアマンダはキャサリン・モファットではなくスタントの女性だったが、彼女の上に乗ったクレメンスの、スーツの尻の部分を掴んだモーラはピストン運動のリズムで腰を前後に動かした。後日、このシーンのラッシュフィルムを観たスタジオ側は、「レイプシーンは確かに凄いが、誰かの手が出たり消えたりするのは何なんだ？」と聞いてきた。モーラがクリーチャーの尻を押して腰を動かしている様子も撮影されていたためである。このシーンでスタントの女性はショーツを着用しており、スタジオは「セックスの最中に女性がパンツを履いている」と指摘した。次第に面倒臭くなったモーラは「怪物の陰茎は下着を貫通するほど硬い」と答え、スタジオから指摘のあったNG箇所は編集時に切った。
1981年4月15日の『バラエティ』の記事によると、4月10日に撮影が終了した。

## 公開
3月23日付の『バラエティ』では、『戦慄！呪われた夜』の製作費は500万ドルで、10月下旬に1,000スクリーンで公開すると報じている。ペンシルベニア州フィラデルフィアで実施した試写会では、セミ人間に変身するマイケルの特殊効果に観客が恐怖の反応を示したことから、ユナイト映画が変身シーンを短く編集することを求めたが、バーンハードはこれに反対した。残酷な殺人とグロテクスな変身場面、クリーチャーと女性のセックス描写があったことを含め、この映画は映画審査委員会MPAAからR指定を受けた。1981年3月15日付の『ハリウッド・リポーター』の記事によると製作費は410ドルで、さらに宣伝費として300万ドルが計上されたと報じているが、監督のモーラ自身は製作費が500万ドルだったと証言している。
この当時、ユナイト映画は『天国の門』（1980年）の記録的な大失敗で倒産の危機に瀕しており、オフィスで泣いている社員もいたほど会社は悲観的なムードだった。そうした経緯で『戦慄！呪われた夜』は上映用プリントを沢山用意できなかったことから、全米で一斉公開が出来ず、地域の映画館ごとに1本ずつフィルムを配っての自転車操業の公開になった。
550館の劇場で公開されたこの映画は、公開初週末に125万ドル、最初の10日間で220万ドルの興行収入を挙げて全米興行収入第10位になり、最終的な興行収入は774万2,572ドルになった。だが残念なことにこの映画は興行的に成功しなかった。初期の興行成績の報告では、ユナイト映画が配給した『戦慄！呪われた夜』とニック・ノルティ主演作の『吹きだまりの町』は、どちらも「冴えないスタートを切った」と報じられた。ボックス・オフィスのレビューには「残虐な流血と馬鹿げた脚本が組み合わさり、切断された頭部を見て楽しむような一部の観客以外には、誰にとっても魅力のない映画になっている」と否定的に書かれ、痛手を受けたホランドはキャリアに傷が付き、脚本のオファーはしばらくなくなるだろうと考えた。

## 評価
レビューアグリゲーターのRotten Tomatoesでは12件の批評家レビューで支持率は17％に留まり、平均評価は4.2/10となっている。加重平均を用いるMetacriticでは、6件の批評家レビューに基づいて42点を与え、「普通または中程度」の評価となった。
この映画は公開当時に複数のメディアで酷評を受けた。『フィラデルフィア・デイリー・ニュース』のジョー・バルティークは「『戦慄！呪われた夜』は酷い映画だ。昨年の遊び心がある2本の変身ホラー映画『ハウリング』と『狼男アメリカン』のいかがわしいパロディだ。また、『心霊移植人間』、『ローズマリーの赤ちゃん』、『悪魔の赤ちゃん』からの引用もある」と書き、残忍なレイプ描写と人体切断を指摘しながら「まさに野蛮な映画」と断じた。『シカゴ・トリビューン』のハワード・ライクは「『戦慄！呪われた夜』は全くスタイルを欠いた映画だ。この映画のテーマは血と、それを生み出すための暴力行為だけだ。新婚夫婦の妻は恐ろしい怪物にレイプされ、やがて生まれた息子は17歳になると奇病に倒れる。少年の父親が誰であるかは明白なのだが、登場人物の誰もがそれを理解できない」として、評価は星ゼロをつけた。『ニューヨーク・タイムズ』の映画評論家ヴィンセント・キャンビーは、「ポール・クレメンス演じる少年とその両親、ロニー・コックスとビビ・ベッシュの取り乱す演技は、真摯ながらもあまり効果的とは言えません。10代の子にニキビが出来るだけでも大変なのに、頭が爆発しそうになったらどうしたら良いのでしょうか？」と書き、「グロテスクな特殊効果を担当したトム・バーマンだけが特筆に値する、実に馬鹿げたホラー映画」と辛辣な評を書いた。酷評ばかりではなく、B級映画を愛する評論家ジョー・ボブ・ブリッグスはこの映画を支持し、同年のドライブインシアターのアカデミー賞で複数の部門にノミネートされたが、全て受賞は逃した
しかしホームビデオレンタルの時代を経たホラー映画ブーム以降は、1985年と1993年、2007年の3回にわたりワーナー・ホームビデオやMGMが発売したVHSソフト、2007年にMGMからリリースされたDVDにより若者たちの間でカルト的な人気を得て、比較的好意的な批評が寄せられ再評価されるようになった。『DVD NEWS FLASH』によるレビューでは、「ストーリーが親から息子へ移り変わる過程が面白い。ポール・クレメンスはマイケルとしても、ビリー・コナーズとしても素晴らしい演技を見せている」と、実の父の意志に支配されて行くクレメンスの演技を誉めた。「コナーズは自分を監禁・虐待したカーウィンの一族に復讐を考えている。マイケルは恋人のアマンダに夢中だが、マイケルの中にいるコナーズが状況をコントロールしているのが分かるだろう。アマンダもまたカーウィン家の一員であり死ななければならない。だがコナーズが脱皮して短命な虫の怪人になった時、殺意よりも種を残すという授精本能が勝り、交尾、すなわちセックスでアマンダに“種つけ”をする。それは1964年にキャロラインが、怪物化したコナーズに犯されて妊娠するプロローグと重なるのだ」。
『バラエティ』は「ポール・クレメンスの肉体から怪物が脱皮するシーンは、トム・バーマンのメイクアップ効果で少年の頭が膨張し、皮膚が伸びる描写で鳥肌が立ちます」と、特殊メイクの効果に好評価を寄せた。
文芸評論家のジョン・ケネス・ミューアは、この映画がアメリカ南部の社会階級を扱っているだけでなく、異なる階級の男女が恋に落ちる『ロミオとジュリエット』の要素を持っていると著書に書いた。またミューアはマイケルが見せる変身過程が、思春期における男性のセクシュアリティ(睾丸と陰茎の肥大化、性毛の発毛、精液の分泌など)と、男性性欲の関係を象徴するメタファーであると言及している
『Gone with the Twins』のマイク・マッシーは「驚いたことに、家族ドラマ、凡庸な流血シーン、悪魔の憑依、復讐のための輪廻といった要素の間に、まともなコンセプトが潜んでいます」と評して、10点満点中5点を付けた。
編集者兼ライターのスコット・ドーワードは、本作と怪奇小説作家H・P・ラヴクラフトの関連性に言及した。「私にとってこの映画の興味深い点は、ラヴクラフトの作品『チャールズ・ウォードの奇怪な事件』との類似点だ。チャールズ・デクスター・ウォードとは異なる形だが、怪物に変態するマイケルが死んだ祖先の霊に支配されるプロットがある。映画の中にデクスター・ウォードという登場人物がいる点からも、本作がラヴクラフトを意識しているのは明らかだ」とドーワーは書いた。続けて「怪物と女性のセックス描写や低予算な作りを気にしなければ、『戦慄！呪われた夜』はお薦め出来る点が沢山ある。ボディ・ホラー、特殊効果、予想外の残酷描写がお好きなら、これ以上の作品はないだろう」と高く評価している。
2000年代になって、ポール・クレメンスは酒場で偶然クィーン・ラティファの隣に座った。クレメンスは『シカゴ』（2002年）を観たばかりだったので、その映画の彼女の演技を誉めていると、ラティファは「前にどこかで会った？」と訊ねてきた。クレメンスは俳優であることを明かして出演作を何本か挙げたがラティファはどれも観たことがなかった。しかし『戦慄！呪われた夜』のタイトルを出した途端、彼女は大興奮して、あの映画は5回も観た、あなたの大ファンよ！ と大喜びしたという。